# Sieben Mädchen in Uniform
Sieben Mädchen in Uniform, manchmal auch Zwölf Mädchen in Uniform, ist ein Vaudeville in einem Akt von Louis Angely. Die Uraufführung fand im Jahre 1825 am Königsstädtischen Theater in Berlin statt. Johann Nestroy schrieb für die von ihm oft gespielte Rolle des Invaliden Sansquartier einige parodistische Glossen über Literaturklassiker in seinen Text hinein.

## Inhalt

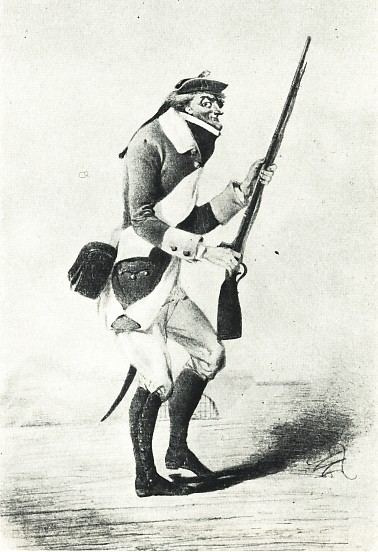
Nestroy als Sansquartier (1857)

Gouverneur Osmond hat einige junge Männer wegen unziemlichen Benehmens in der Carnevalszeit auf der alten Festung inhaftiert, dazu noch seinen Sohn Henri, den er dadurch hindern will, mit seiner geliebten Sophie durchzubrennen. Stolzgeschwellt erfährt der Festungskommandant Briquet, dass ihm zur Bewachung dieser Gefangenen ein Trupp neuer Soldaten unterstellt werde, die seine Truppe, bestehend aus dem einäugigen Sansquartier und dem lahmen Bataille, verstärken sollen. Tatsächlich hat Osmonds Vetter Victor die Depesche gefälscht und noch dazu einige Mädchen in Soldatenuniformen gesteckt, die sich auf der Festung einen Spaß erlauben wollen. Sansquartier ist erstaunt:
„Mir kommt's vor, als wären sie noch nicht lange im Dienst, wie man zu sagen pflegt.“ (Zweite Scene)
„Korporal“ Julie bringt die beiden Verliebten auf der Wache zusammen, doch der alte Sansquartier stört das Tête-à-Tête, weil er auf der Bastion seiner Leseleidenschaft nachgeht. Er kommentiert für sich das Gelesene: (Siebente Scene)
(Schiller, Die Jungfrau von Orleans) „Jetzt, das ist eigentlich keine Komödie, sondern mehr dramatische Fabel. – Na ja – man weiß halt nix G'wiss's – und jetzt kommt auch nix mehr auf – es is schon z'lang her – und die Nachbarschaft is schon alle tot. […] Aber hab' ich mir's nicht denkt – so viele Engländer und die einschichtige Jungfrau – die G'schicht' muß ja ein' traurigen Ausgang nehmen.“
(Schiller, Don Carlos) „Das ist eine spaniolische G'schicht', aber – auch etwas lasziv; aber das macht nix – dort haben sie's schon so. […] Das ist eine genügsame Person, diese Königin, sie wär' mit einem halbeten Don Carlos zufrieden – aha, jetzt kommt der Marquis Posinger dazu – ich glaub', es wird noch ein wildes End' nehmen, diese gegenseitige Infanterie.“
Briquet bemerkt Sophies Wachvergehen und sperrt sie in den Arrest. Als nun aber Osmond überraschend auftaucht und das Spiel durchschaut, scheint alles missglückt zu sein. Doch er macht mit und verkündet, eine algerische Korsarenflotte kreuze vor der Küste und plane, die Festung zu überfallen. Unter den Mädchen breitet sich Panik aus, doch wollen sie nicht ohne Sophie flüchten.
Die Meldung, eine Korsaren-Fregatte greife an, versetzt Briquet in Begeisterung, hofft er doch auf Kampf und Ruhm – die Mädchen allerdings flüchten in die Kaserne und verbarrikadieren sich darin. Als die „Korsaren“ angreifen, verteidigen sich die drei alten Soldaten, doch bald erkennt Briquet, dass er vom Gouverneur und den verkleideten freigelassenen Häftlingen genarrt wurde. Die Mädchen kommen in ihren Frauenkleidern aus der Kaserne und ergeben sich. Aber nun demaskieren sich zu ihrer Erleichterung die Brüder, Osmond gibt seine Zustimmung zur Hochzeit von Henri und Sophie, nur Briquet ist enttäuscht, weil es zu keinem ruhmreichen Kampf kam. Er macht jedoch gute Miene zum bösen Spiel:
„Gott soll mich bewahren! wer wird denn einen gutgemeinten Scherz übel deuten?“ (Achtzehnte Scene)

## Werksgeschichte
Louis Angelys Vaudeville-Posse wurde im Jahre 1825 in Berlin uraufgeführt und liegt gedruckt im zweiten Band der Vaudevilles und Lustspiele, Berlin 1828–1834, vor. Das Stück erfreute sich großer Beliebtheit und wurde im deutschsprachigen Raum lange Zeit sehr häufig aufgeführt. 

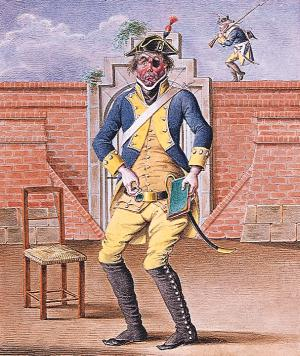
Nestroy als Sansquartier (1831); auf dem Wall sein Kamerad Bataille

Während Nestroys Engagement in Graz ab 1826 bei Direktor Johann August Stöger wurde er von diesem dazu angehalten, nicht nur seine zu dieser Zeit für ihn wichtigere Sängerkarriere zu pflegen, sondern auch als Komiker in Sprechrollen aufzutreten. Nach einer Überlieferung, festgehalten bei Friedrich Schlögl (Vom Wiener Volkstheater, Wien/Teschen 1884), soll Nestroy mehr oder weniger freiwillig dieses neue Fach probiert haben. Ein angebliches Gespräch zwischen Nestroy und einem Freund namens Walter sollte dies dokumentieren:
Nestroy kam zu Walter aufs Zimmer, warf ein Manuskript wütend auf den Tisch und rief: „Jetzt ist's nimmer zum Aushalten, was der Direktor mit mir treibt! […] A neuche Roll' hab' i kriegt, schon wieder so a malefiz-komische, mit der i aber gar nix anz'fangen weiß!“
Es handelte sich um den Sansquartier aus Angelys Posse und angeblich beschloss der erzürnte Mime, sie absichtlich derart überzogen zu spielen, dass er für immer von komischen Rolle verschont bleiben würde – er habe vor, einen versoffenen alten Deutschmeister darzustellen, dann werde er seine Ruhe haben. Sein Spiel erregte allerdings beim erst stutzig werdenden Publikum derart viel Applaus, dass der Erfolg eindeutig war.
Die Geschichte ist allerdings in dieser Form nicht allzu wahrscheinlich, weil Nestroy ja schon vorher heitere Rollen verkörpert hatte, vor allem in Werken von Adolf Bäuerle, aber auch den Longimanus in Ferdinand Raimunds Der Diamant des Geisterkönigs sowie den Fortunatus Wurzel in Der Bauer als Millionär. Doch war die Rolle des Sansquartier eine zusätzliche Herausforderung, weil in der Literaturszene auf dem Festungswall dem Darsteller alle Freiheit für eigene Texte gegeben war. Aus der ursprünglichen Nebenrolle war dank Nestroy eine unverkennbare Zentralfigur geworden. Auch in späteren Jahren hat er immer wieder den Sansquartier gegeben – mit immer weiter vervollkommnetem Text und Spiel.
In Graz wie auch an manchen anderen Theatern trug das Stück den Titel Zwölf Mädchen in Uniform – wo es die Größe des Ensembles erlaubte, wurden nämlich um des Effektes willen einige weitere Mädchenrollen hinzugefügt. Es wurde, zusammen mit dem Vorspiel Der Zettelträger Papp, Nestroys erster eigener Posse, am 15. Dezember 1827 im Ständischen Schauspielhaus Graz aufgeführt.
Von der Aufführung am 7. Mai 1847 am Theater in der Leopoldstadt ist ein Theaterzettel erhalten: Nestroy spielte den Sansquartier, Ignaz Stahl den Oberst Osmond, Franz Gämmerler den Henri, Alois Grois den Briquet. Das Vorprogramm waren Szenen aus Der böse Geist Lumpacivagabundus und Der Zerrissene von Nestroy, sowie Der Verschwender von Ferdinand Raimund; der Reinerlös kam dem Grund-Armenhause der Gemeinden Leopoldstadt und Jägerzeile zugute.
Ein noch 1925 im Besitz von Fritz Brukner befindliches Lehrbuch der Naturgeschichte für Unterrealschulen wurde von Johann Nestroy als Lesebuch von Sansquartier in der Szene auf dem Festungswall benutzt. Dies ist daran zu erkennen, dass auf einigen Seiten Einlageblätter eingeheftet sind, die in Nestroys Handschrift mehr oder weniger ausführliche Texte der parodistischen Glossen beinhalten. Einige Bleistift-Korrekturen belegen seine permanente Arbeit an diesen Texten. Diese Notizen und Leopold Rosners Aus Nestroy: Eine kleine Erinnerungsgabe. Mit einem biographischen Vorwort (4. Auflage, Wien 1885) dienten als Quelle für die Rekonstruktion von Nestroys Einschüben.

## Zeitgenössische Rezeption
In der Grätzer Zeitung war 1827 eine positive Kritik zu lesen:
„Herr Nestroy als Sansquartier gab eine lustige hogarthsche Art Invaliden, der mehr in der Liederlichkeit als im Dienst ergraut zu sein scheint.Seine steifen Knochen, seine hochaufgepolsterte Halsbinde lassen vermuten, daß er sich seiner Hinfälligkeit eben nicht sehr zu rühmen habe, und man möchte wetten, daß ihm das Auge eher in einer Schenke als auf dem Schlachtfelde ausgeschlagen worden ist. […] Den so aufgefaßten Charakter hat Herr Nestroy trefflich und zur wahren Unterhaltung des Publikums gegeben.“
In der Wiener Theaterzeitung von Adolf Bäuerle stand am 8. September 1831 (24. Jahrgang):
[…] erfolgte am 30. Aug. das Debüt des Herrn Nestroi (sic!), vom k.k.städtischen Theater zu Lemberg. […] Seine Darstellung des Sansquartier muß zu den besten komischen Produktionen dieser Bühne gerechnet werden. Der Gast entwickelte hier eine solche Freyheit und Ungezwungenheit, als ob er bereits bey uns heimisch wäre und ohne Zweifel ist es diesem Umstande zuzuschreiben, daß er aus der eben nicht sehr bedeutenden Rolle einen so durchdringenden und kräftigen komischen Charakter zu entwickeln vermochte.
In späteren Jahren, nämlich am 10. Mai 1842, schrieb Der Wanderer wiederum eine Lobeshymne:
Eine interessante, zwerchfellerschütternde Darstellung war die des Nachspiels, worin Nestroy als Invalide Sansquartier eine ganze Generation von Komikern aufwiegt und ein schallendes Gelächter erregte. Nun ist es nehr als ein Decennium, daß der Sansquartier-Nestroy den unten Gezeichneten in Paroxismus versetzte, und noch gegenwärtig möchte derselbe ihn in den siebenten Himmel heben und des Schreibens nicht müde werden, wenn es nicht an der Zeit wäre, einen Aufsatz zu endigen, der bei aller beabsichtigten Kürze schon zu lang ist.

## Spätere Interpretationen
Helmut Ahrens stellt fest, vor allem in den späteren Jahren habe das Publikum immer mehr angenommen, der Sansquartier sei eine allein von Nestroy geschaffene Figur, so sehr habe er im Laufe der Zeit an Neuem, an eigenen Texten und Gestaltungsideen hinzugefügt, das diese Bühnenfigur sich von der nur angeeigneten Rolle immer weiter zu einer von Nestroy nicht mehr zu trennenden Figur entwickelt habe.
Bei Gustav Pichler ist zu lesen, Nestroy habe den Sansquartier 256-mal dargestellt, selbst den Knieriem im Lumpazivagabundus habe er lediglich zweimal öfter gespielt. Er bezeichnet dieses Werk als „ausdrücklich in die Theatergeschichte eingegangenes echtes Nestroy-Stück“, weil er die schwache Vorlage mit seinem Geist und seiner Persönlichkeit erfüllt habe.
Otto Rommel zitiert ebenfalls die oben genannte Szene mit Nestroys empörter Ablehnung der Rolle, von deren Wahrheitsgehalt er vermutlich überzeugt war und beruft sich auf Schlögl als glaubwürdigen Zeugen. Der Erfolg dieser Rolle habe Nestroy überzeugt, dass der Schwerpunkt seines Wirkens in Zukunft das heitere Fach sein werde.